# Denise Nickerson
Denise Nickerson (Nova Iorque, 1 de abril de 1957 — 10 de julho de 2019) foi uma atriz norte-americana, mais conhecida por seu papél como Violet Beauregarde no filme de 1971 Willy Wonka and the Chocolate Factory.
Também, em 1971, Nickerson foi escalado como a ninfeta Lolita no musical Lolita, My Love.
Nickerson sofreu um derrame em 2018 e entrou em coma. Ela estava sendo mantida viva com a ajuda dos aparelhos desde então. Morreu no dia 10 de Julho de 2019 aos 62 anos.

## Filmografia
| ano       | filme                                  | papel                                   |
| --------- | -------------------------------------- | --------------------------------------- |
| 1965      | Flipper                                | Tina                                    |
| 1968–1970 | Dark Shadows                           | Amy Jennings, Nora Collins, Amy Collins |
| 1971      | The Neon Ceiling                       | Paula Miller                            |
| 1971      | Willy Wonka and the Chocolate Factory  | Violet Beauregarde                      |
| 1971–1972 | Search for Tomorrow                    | Liza Walton Kaslo Sentell Kendall       |
| 1972      | Owen Marshall: Counselor at Law        | Ardis Carpenter                         |
| 1972–1973 | The Electric Company                   | Allison                                 |
| 1973      | The Man Who Could Talk to Kids         | Dena Pingitore                          |
| 1974      | The Brady Bunch                        | Pamela Phillips                         |
| 1974      | If I Love You, Am I Trapped Forever?   | Sophie Pennington                       |
| 1975      | Smile                                  | Shirley                                 |
| 1976      | The Dark Side of Innocence             | Gabriela Hancock                        |
| 1976      | Bert D'Angelo/Superstar                |                                         |
| 1976      | Walt Disney's Wonderful World of Color | Connie Sue Armsworth                    |
| 1978      | Zero to Sixty                          | 'Larry' Wilde                           |